# Agrostis bourgeaei
Agrostis bourgeaei är en gräsart som beskrevs av Eugène Pierre Nicolas Fournier. Agrostis bourgeaei ingår i släktet ven, och familjen gräs. Inga underarter finns listade i Catalogue of Life.